# Hyundai HD65/HD72
 Hyundai HD65/HD72  — компактные среднетоннажные грузовики полной массой соответственно 6,5 и 7,2 т. Колёсные базы существуют в диапазоне 2550—3570 мм (минимальный радиус поворота — 5,0—7,3 м). Грузоподъёмность в HD65 составляет 3,6—4,0 т, в HD72 — 4,1—4,5 т.

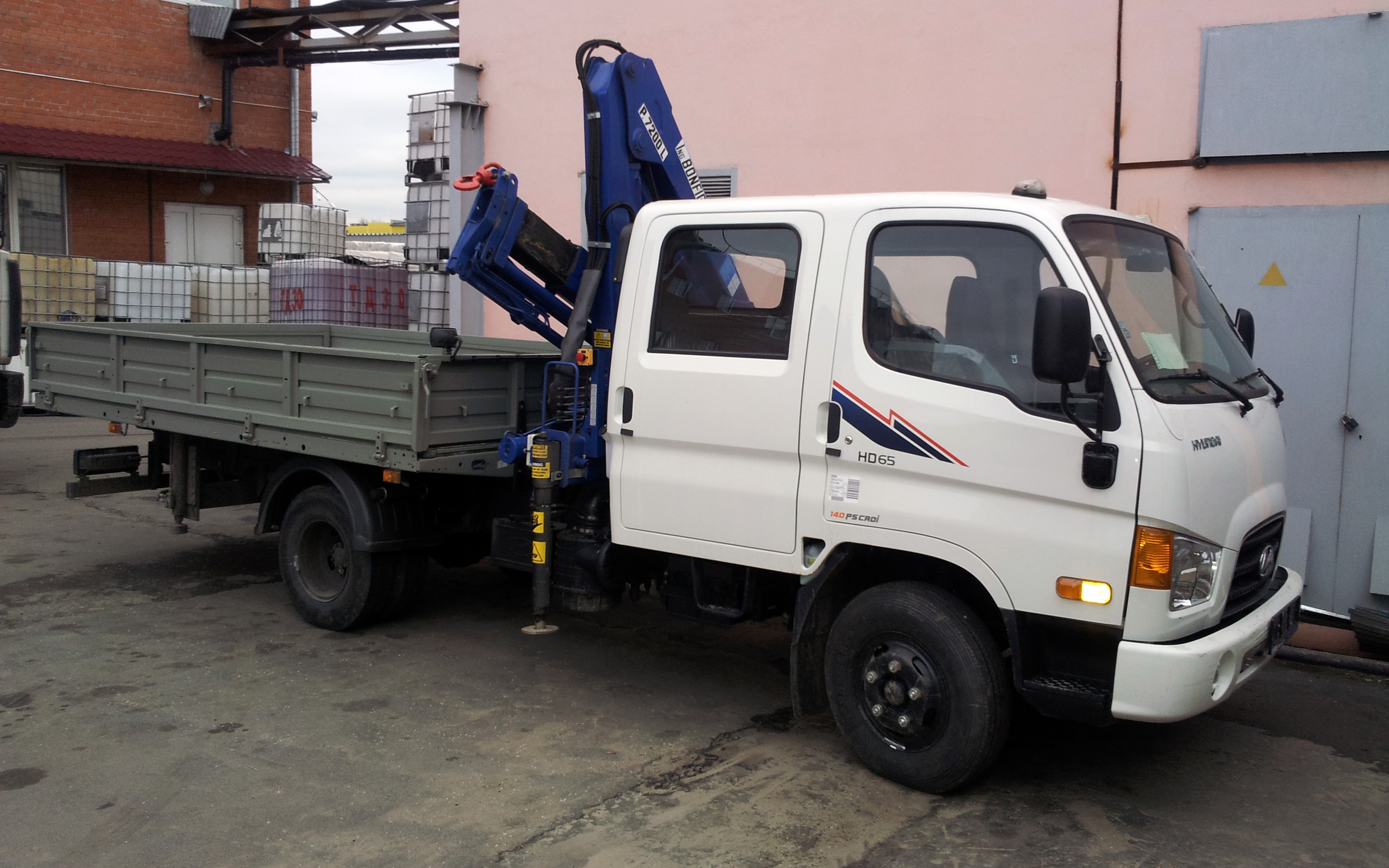
Hyundai HD 65 с 6-местной кабиной, оснащенный гидроманипулятором

Кабина — 3-местная стандартная и удлинённая или 6-местная двойная. Доступ к силовому агрегату обеспечивается откидыванием кабины. В оснащении машин — семейство 4-цилиндровых рядных дизелей. В модели HD65 — 3,6-литровый атмосферный мощностью 100 л. с., 3,3-литровый турбонаддувный мощностью 115 л. с., а также 3,9-литровый атмосферный мощностью 120 л. с., в модели HD72 — 3,9-литровый турбонаддувный в вариантах с мощностью 130 и 155 л. с. Устанавливаются 5-ступенчатые механические коробки передач. Все машины имеют колёсную формулу 4х2. Клиренс у грузовиков HD65, «обутых» в шины размером 7.00х16-10PR, составляет 200 мм, в HD72 с шинами 7.50х16-12PR — 235 мм. Подвеска — на полуэллиптических рессорах. В стандартное оснащение входят рулевой механизм с гидроусилителем, регулируемая рулевая колонка, 100-литровый топливный бак.
На автомобилях используются 3 разновидности двигателей: D4AL, D4DB и D4DD. Отличие D4AL от D4DD в том, что на DD используется электронное управление форсунками впрыска.

## Hyundai Mighty

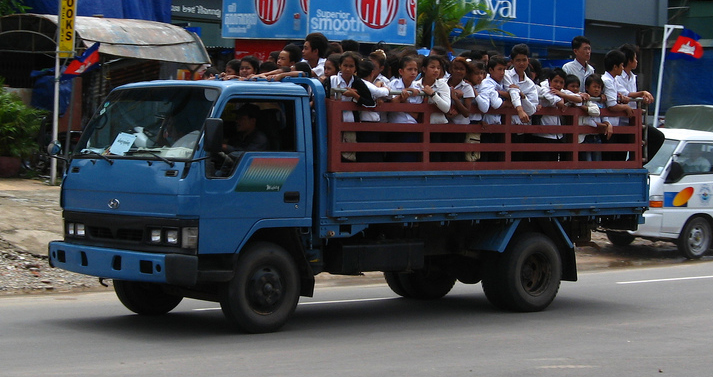

Hyundai Mighty — лёгкий коммерческий грузовой автомобиль, грузоподъёмностью до 950 кг. В основном, автомобиль был доступен в Корее и некоторых других странах. Производится с 1987 года, когда первые автомобили были отправлены в другие европейские и американские страны, включающие Европу, Ближний Восток, Африку и Южную Америку. Корея была ещё одним рынком до начала 1987 года. На многих рынках Mighty был очень дорогим и был заменён иным грузовиком Hyundai, когда эта модель стала доступна в 1987—1997 годах. В Северной Америке Mighty был известен как Bering LD.
Заморский рынок был ещё одним важным рынком для Hyundai Mighty, но в той мере, в какой он производился там с 1980-х годов с использованием многих местных компонентов.
В Европе, на Ближнем Востоке, в Африке, Южной Америке его основными конкурентами являются Kia Titan, Kia Trade и Kia Frontier.

### Модификации
- Первое поколение было представлено компанией Mitsubishi Fuso Truck and Bus Corporation (позднее Mitsubishi Fuso Canter) и производилось с 1987 по 1994 год.
- Второе поколение производилось с 1994 по 1997 год, когда компании Hyundai и Mitsubishi Fuso design объединились. Были выпущены следующие модификации:
  - Standard Cab Low Long Cargo (2.5t);
  - Standard Cab Shot Cargo (2.5t);
  - Standard Cab Long Cargo (2.5t, 3.5t);
  - Double Crew Cab Long Cargo (2.5t);
  - Standard Cab Shot Dump (2.5t, 3.5t).
- Третье поколение производится компанией Hyundai Motor с 1997 года. До 2004 года автомобиль называли Mighty II, в настоящее время его называют Mighty III.